# Karnice (województwo łódzkie)
Karnice – wieś w Polsce położona w województwie łódzkim, w powiecie poddębickim, w gminie Poddębice.
W latach 1975–1998 miejscowość administracyjnie należała do województwa sieradzkiego.